# الانتخابات العامة التركية 2023
أُجريت الانتخابات العامة في تركيا في عام 2023. ولانتخاب رئيس جديدا للبلاد، بالإضافة إلى 600 عضو في الجمعية الوطنية الكبرى في تركيا كل منهم لمدة خمس سنوات.
أعلن الرئيس رجب طيب أردوغان أن موعد الانتخابات الرئاسية والبرلمانية التركية هو 14 مايو/أيار. 2023 وبذلك تم تبكير الانتخابات في تركيا عن موعدها حوالي شهر، إذا أنه بحلول 24 يونيو/ حزيران، تنقضي مدة خمس سنوات على انتخابات البرلمان والرئاسة في تركيا.

## الخلفية

### انتخابات 2018
جرت الانتخابات العامة التركية السابقة في 24 يونيو 2018. مثلت الانتخابات انتقال البلاد من نظام برلماني إلى نظام رئاسي، كما أقره الناخبون بهامش ضيق في الاستفتاء الدستوري المثير للجدل عام 2017. أسفرت تلك الانتخابات عن فوز الرئيس الحالي رجب طيب أردوغان، الذي شغل المنصب منذ عام 2014. وفي الوقت نفسه، خسر حزب العدالة والتنمية الحاكم الأغلبية المطلقة في الجمعية الوطنية الكبرى في تركيا لأول مرة منذ يونيو 2015، مما اضطره إلى الاعتماد على حليفه، حزب الحركة القومية التابع لدولت بهجلي، لتمرير التشريع. تم إلغاء منصب رئيس وزراء تركيا في 12 يوليو 2018، وتولى آخر حامل له، بن علي يلدريم، منصب رئيس الجمعية الوطنية الكبرى.
وعلى الرغم من وجود تكهنات حول انتخابات مبكرة كان من المفترض أن تجرى في عام 2023، إلا أن بهجلي استبعدها. وقال في بيان مكتوب إن الانتخابات لن تجرى قبل عام 2023 كما أكد أن الائتلاف الحالي بين العدالة والتنمية والحركة القومية سوف يظل دون تغيير وأن أردوغان سوف يكون مرشحهم المشترك للرئاسة.

## النظام الانتخابي
ينتخب رئيس تركيا، الذي يتولى رئاسة الدولة والحكومة، مباشرة من خلال نظام الدورتين، الذي يتعين بموجبه على المرشح أن يحصل على أغلبية مطلقة من الأصوات لكي يُنتخب. وإذا لم يؤمن أي مرشح الأغلبية الشاملة بشكل قاطع، تجرى جولة الإعادة بين أكثر المرشحين اللذين تم التصويت عليهما من الجولة الأولى، ثم يتم إعلان انتخاب الفائز بها. تم إدخال هذا النظام الانتخابي لأول مرة للانتخابات الرئاسية لعام 2014، عندما حل محل نظام الانتخابات غير المباشرة الذي تم بموجبه انتخاب الرئيس من قبل البرلمان. يخضع الرئيس لحدود زمنية للخدمة، وقد يقضي فترتين متتاليتين على الأكثر خمس سنوات. ومع ذلك، يُتوقع أن يكون الرئيس الحالي، رجب طيب أردوغان، مؤهلاً للترشح لولاية ثالثة في عام 2023، نظراً لأن النظام الرئاسي التنفيذي الحالي لم ينفذ تنفيذاً كاملاً إلا بعد انتهاء فترة ولايته الأولى، مما يعني أن فترة حكمه من عام 2014 إلى عام 2018 لن تحتسب إلى حد فترتي ولايته الثانية.

## الانتخابات الرئاسية
فاز الرئيس رجب طيب أردوغان بولاية جديدة، بعد تغلبه على منافسه كمال قلجدار أوغلي في الجولة الثانية بنسبة 52.18%، وقد بلغت نسبة إقبال الناخبين 84.15%.

## الانتخابات البرلمانية
فاز تحالف الجمهور برئاسة حزب العدالة والتنمية بالأغلبية بعد حصد 323 مقعدًا.